# José Luis Napoleão
José Luis Napoleão foi um escravo liberto, líder jangadeiro e abolicionista que contribuiu para o abolicionismo no Ceará, junto à Francisco José do Nascimento.

## Vida
As datas de nascimento e morte de José Napoleão são desconhecidas.  
Ele era um escravo liberto que havia conseguido comprar sua alforria, e de seus irmãos. Napoleão era do norte do Ceará e foi à Fortaleza para trabalhar na capatazia da casa inglesa.
Napoleão participou do Movimento Abolicionista do Ceará e, junto à Francisco José do Nascimento, conhecido como Dragão do Mar e Chico da Matilde, liderou a greve dos jangadeiros que, em janeiro de 1881, recusou-se a fazer o transporte de escravos entre o Porto do Ceará e os navios que levariam os escravos para venda no Rio de Janeiro. Nesse momento, acredita-se haver sido proferida a famosa citação "No Porto do Ceará não embarcam mais escravos". Depois disso, em agosto de 1881, houve uma segunda paralisação do porto pelos jangadeiros, na qual houve a recusa de embarcar escravos que iriam ser vendidos no Rio de Janeiro e em São Paulo e, com isso, o porto do Ceará foi considerado oficialmente fechado para o tráfico interprovincial pelos abolicionistas . 

## Debate Histórico
Recentemente, surgiu um debate sobre o papel de José Napoleão no movimento abolicionista, visto que sua atuação geralmente foi esquecida e ignorada pelos relatos históricos, sendo sempre ressaltado como líder Francisco José do Nascimento. Apesar desse abandono da figura de Napoleão, acredita-se que ele desempenhou um papel tão importante quanto o Dragão do Mar na liderança do movimento dos jangadeiros, contudo, segundo relatos de Isaac Amaral, membro da Sociedade Cearense Libertadora na época, apesar de Napoleão ter sido responsável pela paralisação do porto, "[Napoleão] era de tal modéstia, que ninguém o pôde fazer líder official da classe marítima, em cujo meio se tornou venerado. Dizia-nos sempre: "Para esse lugar, seus moços, só um homem novo e forte como Chico da Matilde, que é também jangadeiro muito sério e amigo dos colegas da praia... Dai nasceu a escolha deste". Ademais, Chico da Matilde era mais bem vestido e considerado mais culto que José Napoleão, visto que sabia ler e escrever, além de conhecer outras línguas. Assim, ele era de uma posição social mais elevada que Napoleão, sendo, portanto, considerado uma escolha melhor do ponto de vista político.